# Willughbeia gigantea
Willughbeia gigantea là một loài thực vật có hoa trong họ La bố ma. Loài này được (Boerl.) Markgr. miêu tả khoa học đầu tiên năm 1972.